# Международный аэропорт имени принца Мохаммеда бин Абдул-Азиза
Международный аэропорт имени принца Мохаммеда бин Абдул-Азиза, также Международный аэропорт Медина (англ. مطار الأمير محمد بن عبد العزيز الدولي) (ИАТА: MED, ИКАО: OEMA) — региональный аэропорт, расположенный в Медине, Саудовская Аравия. Он был открыт в 1950 году. Он обслуживает внутренние рейсы, а также регулярные международные рейсы в региональные направления, такие как Каир, Дубай, Стамбул и Кувейт. Аэропорт Медины также обслуживает чартерные международные рейсы в сезоны хаджа и умры. Паломники могут въезжать в Саудовскую Аравию только через этот аэропорт и аэропорт Джидды. Это четвертый по загруженности аэропорт в Саудовской Аравии, в 2018 году он обслужил 8 144 790 пассажиров.

## Описание
Существующий аэропорт получил статус международного в 2007 году. Тендер на строительство и обслуживание аэропорта выиграл консорциум из компаний TAV Airports, Saudi Oger Limited и Al Rajhi Holding Group. В октябре 2011 года консорциум заключил контракт с Управлением гражданской авиации Саудовской Аравии на строительство и эксплуатацию международного аэропорта в рамках концессии сроком на 25 лет. Финансовое закрытие проекта было завершено 30 июня 2012 г., когда был обеспечен пакет финансирования на общую сумму 1,2 млрд долларов США от клуба банков Саудовской Аравии. Проект был структурирован как проект «Строительство-Передача-Эксплуатация», так что УГА Саудовской Аравии сохраняет за собой право собственности на инфраструктуру аэропорта. Консорциум через специально созданную для проекта компанию TIBAH Airports Development Company Limited будет нести ответственность за управление аэропортом, включая операции в контролируемой и наземной зонах. УГА Саудовской Аравии будет отвечать за управление воздушным движением.

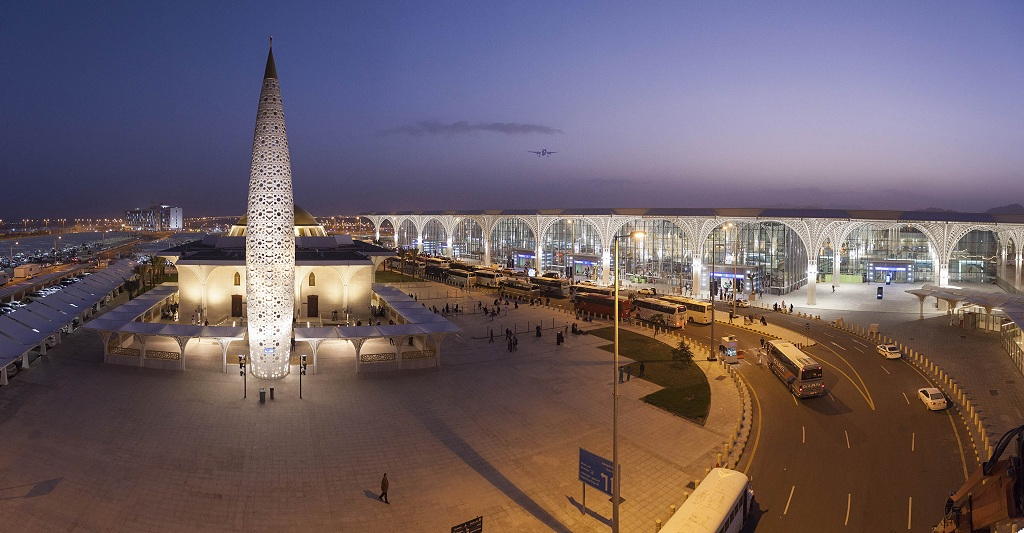
Внешний вид терминала аэропорта.

Концессия сроком на 25 лет является первым проектом полного государственно-частного партнерства в Саудовской Аравии. Первоначальная стоимость проекта составляет 1,2 миллиарда долларов США и может увеличиться с будущими инвестициями до 1,5 миллиарда долларов США. Несмотря на то, что в регионе Персидского залива находится ряд крупных транспортных проектов, это был крупнейший инфраструктурный проект, завершенный в 2012 году. Три кредитора — Национальный коммерческий банк, Арабский национальный банк и Саудовско-британский банк — предоставили исламский кредит на сумму 1,2 млрд долларов США. Пакет финансирования, включающий трехлетнюю промежуточную кредитную линию мурабаха на сумму 436 млн долларов США, 18-летнюю кредитную линию на сумму 719 млн долларов США и кредитную линию на пополнение оборотного капитала на сумму 23 млн долларов США. Средства были в основном деноминированы в саудовских риялах.
Аэропорт Медины получил золотой сертификат «Лидерство в энергетическом и экологическом проектировании» от Совета по экологическому строительству США. Сертификация LEED считается отраслевым стандартом в определении и оценке «зеленого» строительства. Награда делает аэропорт Медины домом для первого коммерческого терминала аэропорта с золотым сертификатом LEED в регионе MENA, демонстрируя приверженность аэропорта Медины окружающей среде, устойчивости, комфорту пассажиров и эффективности. Проект также был удостоен награды «Сделка года в области инфраструктуры на Ближнем Востоке» (2013 г.) по версии Project Finance International Middle East & Africa Awards и «Лучшая сделка года по проектному финансированию в области исламского финансирования» (2013 г.) по версии Euromoney Islamic Finance Awards.

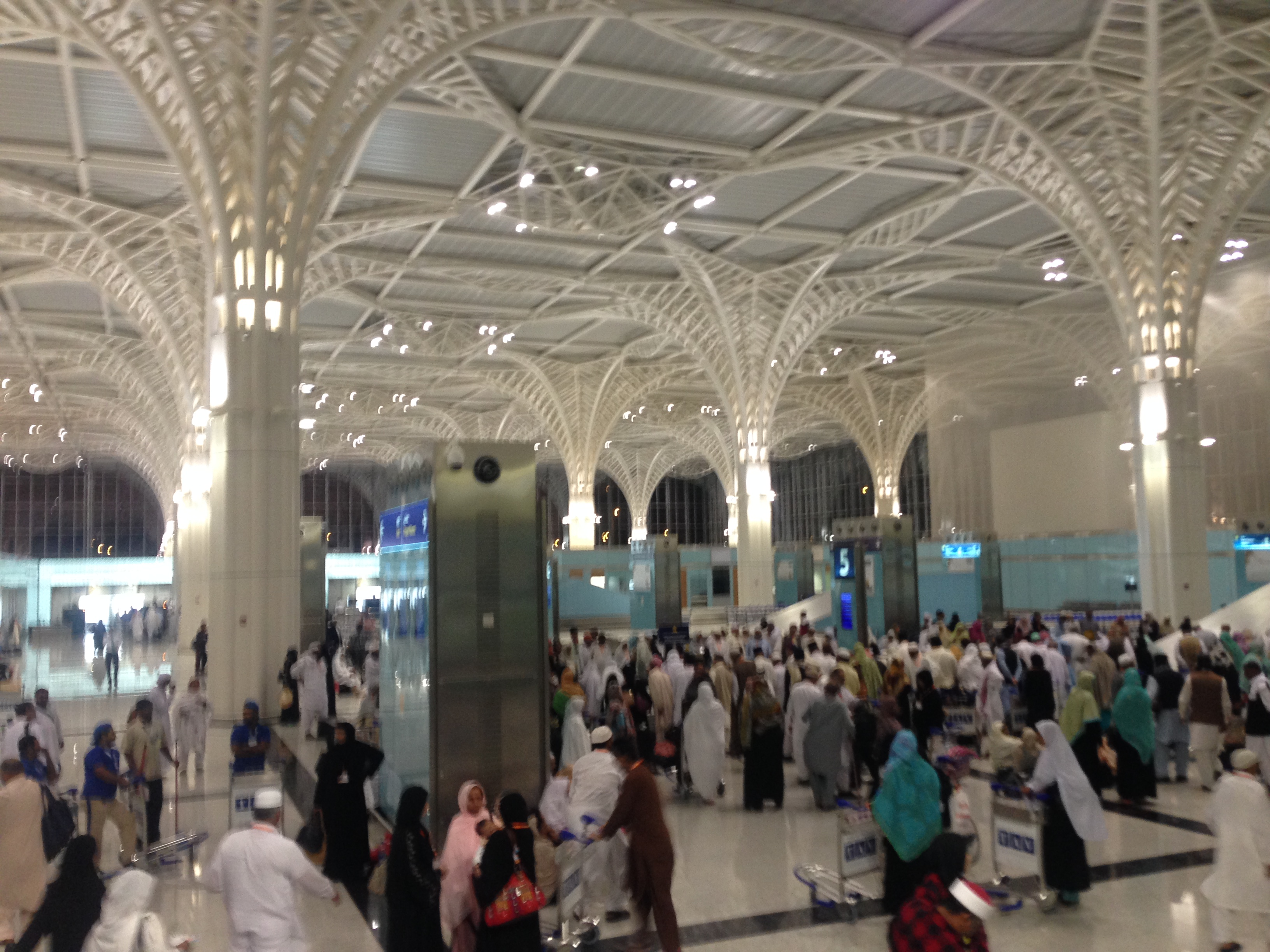
Интерьер аэропорта Медины.

Тестовые полёты в аэропорту начались 12 апреля 2015 года. Внутренний рейс авиакомпании Saudia, следовавший из Эр-Рияда, приземлился в Медине в 11:00, что ознаменовало тестовый запуск аэропорта. Затем в 11:45 вылетел еще один самолет, рейс SV1476, первый в истории взлетевший с нового объекта.

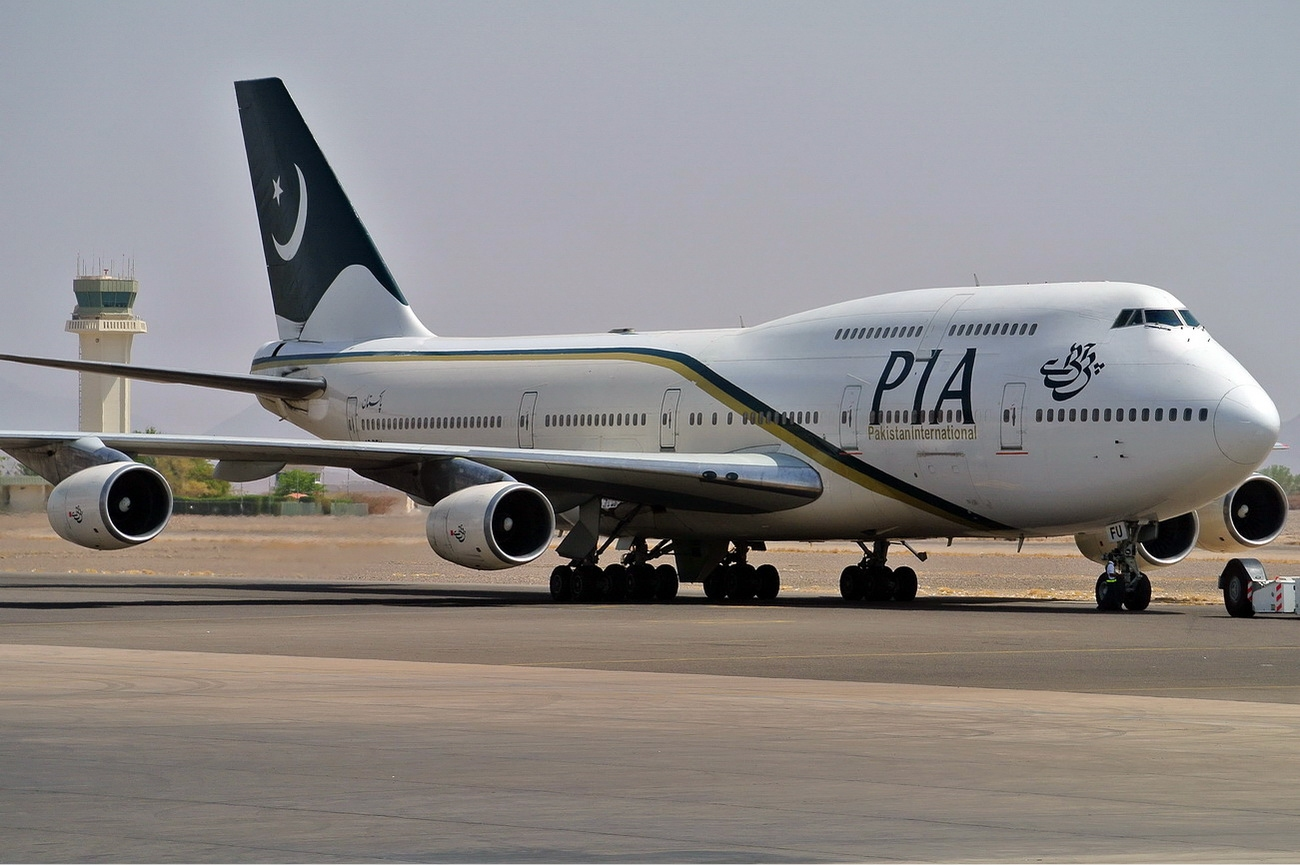
Boeing 747-300 Pakistan International Airlines.

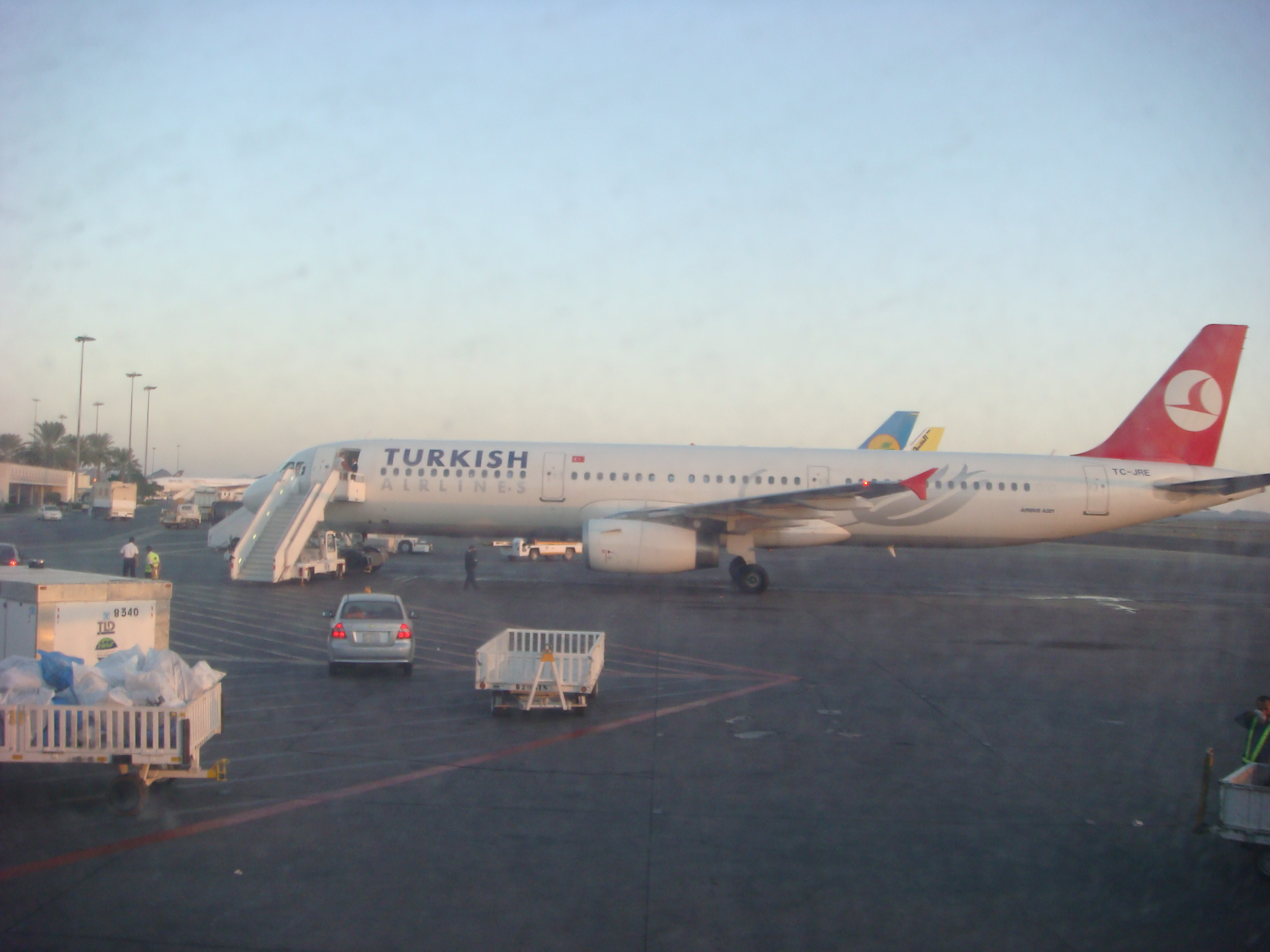
Airbus A321 Turkish Airlines в зоне прибытия международных рейсов во время хаджа 2008 года.

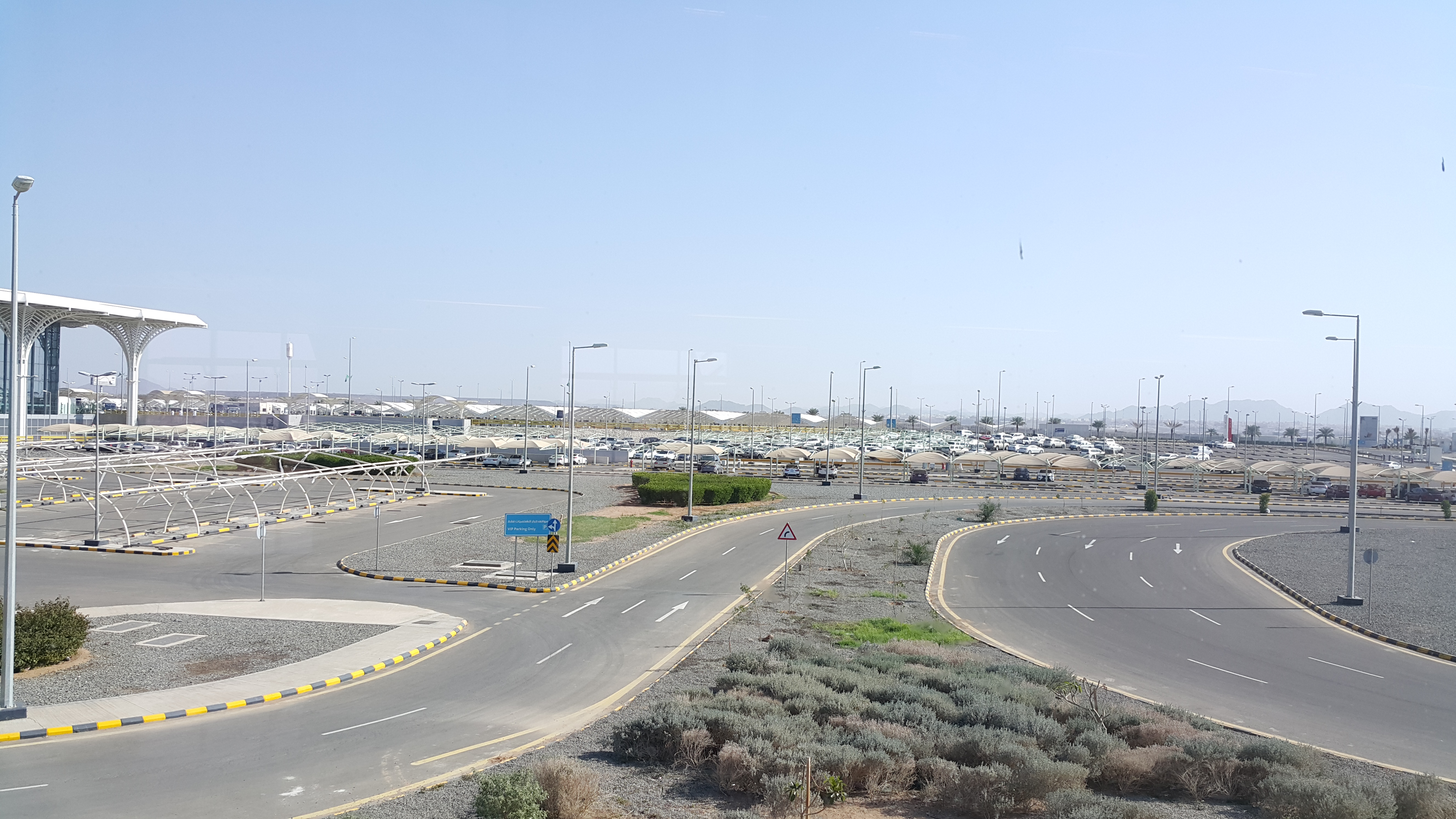
Парковка аэропорта

2 июля 2015 года Король Салман торжественно открыл новый аэропорт. Проект аэропорта был признан лучшим в мире на 3-м ежегодном глобальном конкурсе лучших проектов Engineering News-Record, который состоялся 10 сентября 2015 года. Аэропорт также получил первый золотой сертификат «Лидерство в энергетическом и экологическом дизайне» на Ближнем Востоке и Северной Африке. Аэропорт назван в честь наследного принца Мухаммеда бин Абдул-Азиза Аль Сауда.

## Пассажиропоток
Данные из запроса в Викиданные.
| 2011                             | ▲ 3,547,508 | ▲ 32,935 |
| 2012                             | ▲ 4,588,158 | ▲ 36,499 |
| 2013                             | ▲ 4,669,181 | ▲ 40,000 |
| 2014                             | ▲ 5,703,349 | ▲ 48,549 |
| 2015                             | ▲ 5,831,163 | ▲ 49,031 |
| 2016                             | ▲ 6,572,787 | ▲ 54,451 |
| 2017                             | ▲ 7,805,295 | ▲ 58,045 |
| 2018                             | ▲ 8,144,790 | ▲ 60,665 |
| Источник: TAV Investor Relations |             |          |

## Авиакатастрофы и происшествия
- 16 марта 2001 года в аэропорту кроваво закончился угон самолета Ту-154 российской авиакомпании Внуковские авиалинии, следовавшего из Стамбула в Москву со 162 пассажирами. Угонщики, по всей видимости, чеченские сепаратисты, приземлились в аэропорту и потребовали дополнительное количество топлива для полета в Афганистан. После 18 часов отсутствия переговоров саудовский спецназ штурмовал самолет, положив конец угону. Погибли трое, в том числе угонщик самолета, пассажир из Турции и стюардесса из России[37].
- 5 января 2014 г. самолет Boeing 767-300 компании Saudia, выполнявший рейс из Мешхеда, совершил аварийную посадку после того, как одна из его основных стоек шасси не раскрылась. Из 315 пассажиров, находившихся на борту, 29 человек получили ранения при выходе из самолета, находившегося носом вверх, 11 были доставлены в больницу, а остальным была оказана помощь в медицинском центре аэропорта[38].